# Kološa
Kološa je priimek v Sloveniji, ki ga je po podatkih Statističnega urada Republike Slovenije na dan 1. januarja 2010 uporabljalo 279 oseb.

## Znani nosilci priimka
- Jože Kološa (1920—1998), fotograf
- Mihael Kološa (1846—1906), evangeličanski pisec
- Mira Kološa, igralka namiznega tenisa
- Šandor Kološa, izseljenski delavec, preds. 1.slov. prekmurskega kulturnega društva v Urugvaju
- Štefan Kološa (1940—2018), zdravnik otorinolaringolog
- Vladimir Kološa - Miha (*1948), arhivist
- Ivana Wostner Kološa (1942—2018), zdravnica internistka